# Macrosiphum pseudogeranii
Macrosiphum pseudogeranii är en insektsart. Macrosiphum pseudogeranii ingår i släktet Macrosiphum och familjen långrörsbladlöss. Inga underarter finns listade i Catalogue of Life.